# I Don't Want a Lover
I Don't Want a Lover is een nummer van de Britse band Texas uit 1989. Het is de eerste single van hun debuutalbum Southside.
Texas brengt het nummer drie jaar na hun oprichting uit als debuutsingle. Met "I Don't Want a Lover" heeft Texas meteen een hit te pakken. Het nummer bestormde diverse hitlijsten in Europa en Oceanië. In het Verenigd Koninkrijk bereikte het nummer de 8e positie. In Nederland haalde het nummer slechts de 2e positie in de Tipparade, maar desondanks werd het toch een radiohit. In de Vlaamse Radio 2 Top 30 werd een bescheiden 25e positie behaald.